# Национални парк Сутјеска
Национални парк Сутјеска је најстарији национални парк у Републици Српској и Босни и Херцеговини. Сутјеска је постала национални парк 1962. године и простире се на површини од 17.250 ha. Најближи град је Фоча. Налази се на магистралном путном правцу Београд–Вишеград–Фоча–Тјентиште–Билећа–Требиње–Дубровник.
Овде се налази и једна од четири последње прашуме у Европи — Перућица. У Сутјесци се такође налази и највиши планински врх у Републици Српској Маглић 2386 m нмв.
Планина Маглић се налази на граници Републике Српске и Црне Горе и може јој се прићи из националног парка, што представља велики изазов за планинаре, алпинисте и њима сличне љубитеље природе. Ријека Сутјеска је дуги низ година усијецала свој пут кроз кањон и притиче кроз само срце овог националног парка. Њене планине, језера, ријеке, шуме и сачувана дивљина су међу највеличанственијим у Европи. Ови Динариди протежу се дубоко у Балканско полуострво, све до Проклетија на граници са Црном Гором и Албанијом.
У Националном парку Сутјеска, на релативно малом простору, сконцентрисано је огромно благо биљног и животињског света. Због тога је ово подручје било и још увек је веома привлачно за многобројне научнике, ботаничаре, геологе, зоологе те шумарске стручњаке. Богати биљни свет садржи преко стотину врста јестивих гљива, као и велики број ријетких, осетљивих и угрожених врста.
Животињски свет је такође изузетно богат. У густим шумама и по планинским врлетима, живе готово све врсте типичне за балкански планински простор. Забележено је 114 врста птица (2002. године), мада се сматра да их има више. Од забиљежених 114 врста, 61 се гнезди у Националном парку Сутјеска, 32 врсте посећују парк сваког лета, док 16 врста припада селицама које пролазе овуда у јесен и прољеће. Пет врста се само зими појављује у националном парку. Списак птица укључује и 9 врста детлића, што представља 90% ове породице у Европи.
Овај тешко проходан терен помогао је партизанима у одбрани од Немаца у одлучујућој бици, познатој под именом „Пета непријатељска офанзива“ или Битка на Сутјесци. Битка на Сутјесци је била 1943. године и сматра се једном од најтежих битака Другог светског рата на просторима бивше државе Југославије.
Тим поводом 1971. године, у Тјентишту је у оквиру меморијалног-комплекса „Долина хероја“ подигнут монументални споменик палим борцима, који се налази поред магистралног пута Фоча — Тјентиште — Билећа.

## Историја
Национални парк Сутјеска основан је 1962. године и највећи је и најранији проглашени национални парк у Босни и Херцеговини. Додељивање статуса је, према неким изворима, више било последица историјских битака које су се догодиле да том простору, него конзервација природног добра.
Шумски резерват Перућица, који се налази у националном парку, основан је 1952. године, строго је чувани природни резерват од националног значаја, чији се живи свет предмет научних истраживања. Перућица представља један од пет резервата природе у Босни и Херцеговини и једна од преосталих прашума на европском континенту.
Парк је такође познат по локацији битке на Сутјесци, која је трајала од 15. маја до 16. јуна 1943, током Другог светског рата, где су партизани, предвођени Јосипом Брозом Титом поразили немачке окупационе снаге. Партизани су успели да се извуку из окружења иако су изгубили трећину људи. Неколико великих партизанских меморијалних камених споменика обележава овај догађај на северној ивици парка код Тјентишта, на путу ка првобитном шумском резервату Перућица.

## Географија
Парк се простире на површини од око 17.250 хектара. На истоку је оивичен Пивском планином (1.775 метара) и реком Пивом до Шћепан поља, а даље дуж тока Дрине, до ушћа реке Сутјеске. Са западне стране налази се планина Зеленгора (2.014 метара), на коју се надовезује планина Лелија (2.032 метра), док су на југоистоку планине Маглић (2.386 метара), планину Волујак (2.337 метара) и Биоч (2.388 метара). Разматран је и план проширења граница парка како би се обухватила додатна површина од 8.331 хектара, укључујући простор од 3.500 хектара према кањону реке Таре. Додатно повећање обима учинило би Национални парк Сутјеска највећим заштићеним подручјем не само у Републици Српској, већ и у читавој држави Босни и Херцеговини. Национални парк Сутјеска и суседни национални парк Дурмитор на северозападу Црне Горе остварили су прекограничну сарадњу заштићених подручја у бившој Југославији.
Парк је отворен током читаве године, уз одређена ограничења током зиме. Приступ је могућ друмом из правца Сарајева (110 километара), односно Дубровника у Хрватској (142 километра). Повезан је саобраћајницом Београд-Вишеград-Херцег Нови. Пут Требиње-Фоча пролази дуж кањона кроз густе шуме које воде у парк. Долина се отвара на северној ивици парка. Град Фоча, близу границе са Црном Гором, удаљен је 20 километара од парка, а најближе место у суседној држави је Мратиње. Највиши врх Босне и Херцеговине, планина Маглић, непосредно на граници са Црном Гором, представља изазован успон за чак и искусне планинаре. Планина Зеленгора популарна је код планинара и на падинама планина постоји неколико уређених планинарских домова. Река Тара је позната по сплаварењу.

### Шумски резерват Перућица
Шумски резерват Перућица, смештен у парку, дугачак је шест километара, широк између једног и три километра у зависности од подручја и има површину од 1.400 хектара. У шуми постоји велики број стабала старих преко 300 година, док је старост првобитне шуме на заштићеном подручју процењена на 20.000 година. У неким деловима шумско растиње је готово непробојно.
Према оцени научника са универзитета Јејл, Перућица представља идеално место за студије о улози шума у глобалном кружењу угљеника, узевши у обзир то да се ради о једној од последњих нетакнутих шума у Европи. Људски фактор није имао утицаја на смене генерација биљног и животинског света на подручју резервата.
Кроз шуму воде уређене стазе, које се завршавају видиковцем са ког се види средиште прашуме, док кроз њу протиче и Сушки поток. Због специфичности терена, посете су дозвољене само уз претходну најаву водичима из националног парка.

### Водопад Скакавац
Водопад Скакавац формира се на Перућици, притоци реке Сутјеске, односно планинском потоку, смештеном дубоко у прашуми. То је један од највиших водопада у земљи, висине око 75 метара, а налази се у густом покривачу зелених стабала букве и смреке које захватају читаву долину.
Прашума Перућица налази се испод највишег врха у Босни и Херцеговини, Маглића (2.386 m) и од планине Зеленгоре раздвојена је реком Сутјеском и њеним дубоким кањоном.
На средини свог тока, поток Перућица, који сече прашуму, пада међу две стрме падине Маглића, каскадно прелазећи из горње у доњу долину, падајући преко великог кршког кречњачког гребена до удубљења приближно 75 метара, након чега поток Перућица доспева до ушћа у реку Сутјеску у близини Тјентишта.

### Реке и језера
Реке Пива и Дрина највеће су реке у парку и формирају његову северозападну границу. Сутјеска са својим притокама представља главни речни сливом који се углавном налази у самом парку. Сутјеска дели планину Зеленгору од планина Маглић, Волујак и Биоч и створила је кањон дубок 1.200 метара и долину Тјентиште кроз средину парка. Остале реке и потоци на подручју националног парка такође су притоке Сутјеске. Леве притоке су потоци Клобучарица и Јабучница, те река река Хрчавка, док десне чине Сушки поток (који се назива и река Суха или поток Сушица), поток Пријевор и поток Перућица.
Планина Зеленгора у својим шумама и широким травнатим висоравнима скрива 9 ледењачких језера, познатих и под називом Горске очи. Ова језера су: Црно језеро, Бијело језеро, Орловачко језеро, Горње и Доње Баре, Штиринско језеро, Котланичко језеро, Кладопољско језеро и језеро Југово (које се такође назива Бориловачко језеро).

### Клима
Климатски фактори унутар парка су променљиви. Умерена континентална клима доминира са севера, док је утицај климе јужног Медитерана мање изражен. Велики утицај поред типичне планинске климе у великој мери има и Јадранско море.

## Флора и фауна
Вегетација парка састоји се из густих шума (66%), планинских пашњака, ливада и каменитог тла са местимичним растињем. Конкретно, на падинама северозападних брда постоје густе четинарске и букве до висине од 1.600 метара, док су у осталим деловима веома стрме падине неплодне и камените. Пашњаци се налазе на надморским висоравнима изнад 1.600 метара. Цветно богатство обухвата 2.600 врста васкуларних биљака, од којих су многе ретке и ендемске врсте, као и приближно стотину врста јестивих гљива. Прашума Перућица састоји се од великих букових стабала високих 60 метара, са обимом од око једног и по метра, те ендемичних примерака црних борова. Дрвеће у прашуми Перућица никада није пописивано, а нека од њих стара су чак 300 година.
Популација животиња је разнолика и знатна. Медведи, дивокозе, дивље свиње, вукови, куне, дивље мачке, лисице и дивље козе виђени су у парку, нарочито у шумама Перућице. У парку има више од 300 врста птица на подручју великих језера на Зеленгори и на мочварним површинама. Балканске дивокозе, врста коза-антилопа распрострањених у Европи и на Карпатима, такође се налазе међу врстама које живе у парку. У периоду од 1963. до 1987. године, у 13 других подручја у Босни и Херцеговини и Хрватској успешно је донесено 256 дивокоза. Неке од врста птица забележених у прашуми Перућице су: златни орао, тетреб, сиви соко, кос и јаребица камењарка.

## Конзервација и заштита
Национални парк Сутјеска је придружени члан Европске асоцијације националних паркова. С обзиром на прекомерну експлоатацију природних ресурса, укључујући илегалну сечу дрва за огрев, Светска банка је подржала велики вишенаменски план за очување биодиверзитета, управљање шумама, очување културне баштине, туризам и социоекономски развој. Пројекти покривају физичко унапређење постојећих заштићених подручја и успостављање нових приоритета за очување критичних подручја уз финансирање 2,76 милиона америчких долара, укључујући 1,4 милиона из Глобалног фонда за заштиту животне средине. Пројекат започет 2006. године укључује постојећи Национални парк Сутјеска и Национални парк Козара са фокусом на планове развоја екосистема, партиципативно планирање коришћења земљишта, изградњу нове инфраструктуре и ограничену санацију зграда мале величине, који се сматрају кључним за унапређење рада постојећег парка. Инфраструктурни развој укључује побољшања и трасирања нових стаза, поправке сигнализације, одмаралишта и успостављање нових граница парка. Ексклузивни програм обуке такође је део пројекта. Од 1960-их година 20. века, инфраструктурни развој представљао је велике потешкоћу за очување животне средине.

## Манифестације
Феријални савез Републике Српске у сарадњи са Националним парком, сваке године почетком јула организује Фестивал младих ОК фест. ОК фест је фестивал прерастао из Кампа пријатељства и у њему учествују млади из читаве Републике Српске, као и гости из региона. Смишљен као вид промоције омладинског и еко туризма посјетиоцима нуди концерте познатих рок група, пратеће музичке програме, филмске и позоришне пројекције, панел дискусије и веома атрактивну адреналин зону — планинарење по парку и рафтинг сплавовима ријеком Таром.